# Bagarius suchus
Bagarius suchus és una espècie de peix de la família dels sisòrids i de l'ordre dels siluriformes.

## Morfologia
- Els mascles poden assolir 70 cm de longitud total.
- Nombre de vèrtebres: 40-42.[1][2]

## Alimentació
Menja peixos.

## Hàbitat
És un peix d'aigua dolça i de clima tropical.

## Distribució geogràfica
Es troba a Àsia: conques dels rius Chao Phraya i Mekong.

## Ús comercial
És venut fresc a nivell local.